# Traces, empreintes de femmes
Pour plus de détails, voir Fiche technique et Distribution.
Traces, empreintes de femmes est un film documentaire réalisé par Katy Léna N'diaye en 2003. 

## Synopsis
Les peintures murales des femmes kassenas du Burkina Faso près de la frontière ghanéenne sont réputées pour la beauté de leurs motifs et pour leurs harmonies colorées. En s’intéressant à ce sujet, Katy Léna Ndiaye choisit de confronter tradition et modernité, à travers le portrait croisé de trois grands-mères et de leur petite-fille qu’elles tentent d’initier aux techniques ancestrales de cet art exclusivement féminin. Traces, empreintes de femmes est un tableau qui aborde au gré des œuvres d’art la question de la transmission du savoir, de l’éducation et de la mémoire dans le contexte d’un monde en mutation.

## Fiche technique
- Réalisation : Katy Léna N'diaye
- Production : Néon Rouge Production Production : Néon Rouge Productions (Belgique), avec le soutien de l'Agence Intergouvernementale de la Francophonie
- Pays : Burkina Faso, Belgique, Sénégal[1]
- Langue : Français, Kassena. Sous-titres en français
- Scénario : Katy Léna N'diaye
- Image : Herman Bertiau
- Son : Lassina Siribié
- Musique : Erwin Vann
- Montage : Simon Backés

## Critique
Le film s’ouvre sur des plans rapprochés de mains et de pieds travaillant la matière, l’étalant sur un mur. Ces images fixes, accompagnées d’une musique répétitive et rythmée en accord avec les gestes, présentent l’activité des femmes kassenas du Burkina Faso, près de la frontière ghanéenne, dans la continuité des traditions de peinture murale. L’approche met l’accent sur les femmes elles-mêmes plutôt que sur le produit fini, sur leur condition de vie plutôt que sur l’organisation sociale générale, et sur la modernité de leur pensée articulée avec le respect des traditions. Le film offre des portraits frontaux, laissant aux protagonistes le temps de se présenter, de nommer leur lignée, de sourire, de refuser parfois la caméra ou de s’amuser des contraintes de tournage. L’activité artistique est montrée comme partie intégrante de leur vie quotidienne. Lorsque le groupement féminin arrive dans une cour pour la décorer, la mise en scène souligne autant leur rôle d’artistes que leur place dans la communauté. Le montage privilégie une succession de gros plans, donnant une dimension corporelle au travail et s’éloignant d’un regard exotisant. La narration inclut un échange entre une jeune femme, Anetina, et ses trois grand-mères, au sujet de son avenir. Les réponses, formulées avec simplicité, reflètent l’expérience vécue des aînées et ne remettent pas en cause les choix de la jeune femme, qui conjugue aspirations modernes et attachement aux traditions. Les peintures, réalisées avec des pigments naturels, traduisent un savoir-faire transmis et réinterprété. L’ensemble documente un processus créatif féminin qui, tout en s’ancrant dans un contexte local précis, participe à une dynamique plus large d’expression et de transmission culturelle.

## Récompenses
- Festival du Film de Saint-Denis de La Réunion 2004
- Festival Vues d’Afrique Montréal 2004, Mention spéciale du jury[3]
- Festival du Film d’Abidjan 2004, Mention spéciale du jury